# Aspringius
Aspringius (6. század) ókeresztény író.

## Élete, műve
A mai Portugália területén fekvő Beja püspöke volt. Nevezetessé az 551 körül írt Tractatus in Apocalypsim (’Értekezés a Jelenések könyvéről’) című műve teszi. A munka teljes rekonstruálása még várat magára, miután a szöveg csupán egyetlen hiányos kéziratban maradt fenn, illetve sokat idéz belőle Beatus is.